# 杰里·布朗
小埃德蒙·杰拉尔德·“杰里”·布朗（英語：Edmund Gerald "Jerry" Brown，Jr.，1938年4月7日—），美国政治人物，民主党籍。曾在40年间两度担任加利福尼亚州州长（1975年到1983年及2011年到2019年），也是第31任加州检察总长。其父派特·布朗曾為第32任加州州長。

## 加州州長
布朗曾担任第34任加利福尼亚州州长（1975－1983）和第39任加利福尼亚州州长（2011－2019）。其父派特·布朗曾任第32任加利福尼亚州州长（1959－1967）。杰瑞·布朗卸任時是美国各州州长中年纪最大的一位。

## 外部連接
- Governor Jerry Brown （页面存档备份，存于） official California government website
- Jerry Brown for Governor
- 中的“杰里·布朗”
- Ballotpedia上的杰里·布朗
- Jerry Brown （页面存档备份，存于） at On the Issues
- C-SPAN內的頁面（英文）
- Jerry Brown at the American Geophysical Union (AGU) on December 14, 2016 （页面存档备份，存于）

| 前任者： 隆納·雷根     | 第34任加利福尼亞州州長 1975–1983 | 繼任者： 喬治·德克梅吉安 |
| 前任者： 阿諾·史瓦辛格 | 第39任加利福尼亞州州長 2011–2019 | 繼任者： 加文·紐森       |